# A.S.D. Hockey Pergine
 (mars 2025).
L'Associazione Sportiva Hockey Pergine Sapiens est un club de hockey sur glace basé à Pergine Valsugana dans le Trentin en Italie,. Il évolue dans l'IHL, le deuxième niveau italien.

## Historique
Le club est fondé en 1982. Il évolue dans l'IHL, le deuxième niveau italien.

## Palmarès
- Vainqueur de la Serie B2: 1993.
- Vainqueur de la Serie C: 1991, 1996, 2000.